# 553. pehotni polk (Wehrmacht)
Za druge 553. polke glejte 553. polk.
553. pehotni polk (izvirno nemško Infanterie-Regiment 553) je bil eden izmed pehotnih polkov v sestavi redne nemške kopenske vojske med drugo svetovno vojno.

## Zgodovina
Polk je bil ustanovljen 22. maja 1940 kot polk 10. vala iz nadomestnih čet WK IV in dodeljen 277. pehotni diviziji.
Med 10. in 11. junijem 1940 se je polk zbral in do 25. julija 1940 je bil polk razpuščen zaradi hitrega zaključka francoske kampanje; čete so bile vrnjene k izvirnim enotam.
Polk je bil ponovno ustanovljen 16. decembra 1941 kot polk 17. vala, kot »Walküre« enota WK XI; polk je bil dodeljen 329. pehotni diviziji.
15. oktobra istega leta je bil polk preimenovan v 553. grenadirski polk.

## Sestava
- štab
- I. bataljon
- II. bataljon
- 13. četa pehotnih topov
- 14. tankovskolovska četa
- 15. pionirska četa
- konjeniški eskadron